# Frente Unida Nacional para a Salvação do Kampuchea
Frente Unida Nacional para a Salvação do Kampuchea (em francês:  Front uni national pour le salut du Kampuchéa, FUNSK) foi uma organização criada no final de 1978 com o objetivo de derrubar o regime do Kampuchea Democrático e substituí-lo por um governo de inspiração vietnamita-soviética.

## Histórico
A Frente Unida Nacional para a Salvação do Kampuchea foi fundada em 2 de dezembro de 1978 em Snuol (província de Kratie), em uma área subtraída do controle do Kampuchea Democrático e enquanto o Vietnã preparava uma ofensiva militar no Camboja. Inicialmente limitada a menos de 100 pessoas, sua influência crescerá rapidamente em ambos os lados da fronteira cambojana-vietnamita.
Seu primeiro comitê central é composto por um presidente (Heng Samrin), um vice-presidente (Chea Sim), um secretário-geral (Ros Samay) e dez membros (Bun My, Chan Ven, Chey Kanha, Hem Samin, Long Chhim, Mat Ly, Meas Samnang, Men Sam An, Neou Samon et Prach Sun).
O objetivo da Frente é reunir os cambojanos ansiosos para derrubar o regime de Pol Pot. Também desenvolve um programa governamental de onze pontos para reconstruir o país. Embora aberto a membros não comunistas (como Chan Ven), também tenta fazer com que os cambojanos aceitem uma administração menos brutal do que a do Kampuchea Democrático, enquanto permanecem dentro do movimento comunista.
Na verdade, atua como uma vitrine oficial do Partido Revolucionário do Povo Khmer (PRPK) recriado na mesma ocasião, mas que permanecerá na clandestinidade até 1981.. É composto principalmente por comunistas cambojanos que permaneceram próximos ao Vietnã e por dissidentes do Khmer Vermelho, fugindo dos expurgos internos que atingiram a parte oriental do país e que, em particular, custaram a vida de So Phim, o oficial militar nesta área. 
Quando a ofensiva vietnamita no Camboja foi lançada em dezembro de 1978, os 5.000 a 10.000 combatentes da FUNSK representavam apenas uma força insignificante em comparação com os 120.000 Bộ đội, mas permitem legitimar a República Popular do Kampuchea, criada em Phnom Penh em 11 de janeiro de 1979.
No final de 1979, o comitê central foi ampliado com 21 membros adicionais (Chem Sguon, Chea Thang, Heng Teav, Hor Namhong, Khieu Kanharith, Koeut Vay, Kong Sam Ol, Minh Kossany, Nhek Huon, Nuon Sareth, Nuth Than, Pen San, Peo You Leng, Phith Phano, Plek Phirun, Sisowath Sorith Vong Monivong, Soeuy Thormea Kesan, Tep Vong, Thao Ngin, Vandy Kaonn e Yous Por).
Em 1981, quando o Partido Revolucionário do Povo Khmer saiu da clandestinidade, a organização se transformou na Frente de União para a Edificação e Defesa da Pátria do Camboja, responsável por organizar manifestações de massa destinadas a "incentivar o ardor revolucionário do povo".